# Athlétisme aux Jeux olympiques d'été de 2016
Pour des articles plus généraux, voir Jeux olympiques d'été de 2016 et Athlétisme aux Jeux olympiques.
Navigation
Les épreuves d'athlétisme aux Jeux olympiques d'été de 2016 se déroulent du 12 au 21 août 2016 à Rio de Janeiro, au Brésil.
Les épreuves sur piste se disputent au sein du Stade olympique agrandi à 60 000 spectateurs, pendant que les épreuves sur route (marathon et marche) ont lieu dans les rues de Rio de Janeiro : le départ et l'arrivée des marathons a lieu sur le sambodrome Marquês-de-Sapucaí tandis que les épreuves de marche se déroulent le long de la plage du Pontal, au Recreio dos Bandeirantes. Quarante-sept finales figurent au programme de cette compétition (24 masculines et 23 féminines), soit les mêmes que lors de la précédente édition des Jeux de Londres.
199 fédérations membres sont représentées (sur 214) par 2 283 participants. 69 de ces fédérations ont au moins un finaliste (dans les 8 premiers), 42 remportent au moins une médaille et 20 une médaille d'or. Les États-Unis, avec 32 médailles, sont les premiers du tableau des médailles. Trois records du monde sont battus en plus d'une meilleure performance à l'heptathlon et de huit records olympiques et de deux meilleures performances dans les épreuves combinées. Dix records continentaux sont établis ainsi que 99 records nationaux. 21 meilleures performances mondiales (world-leading WL) sont également établies.

## Programmation

### Calendrier des épreuves
Le programme a été modifié en janvier 2016 pour y inclure des finales le matin, à la demande du Comité d'organisation de Rio 2016.
- Tours de qualification
- Finales

| Date →              | 12 | 12 | 13 | 13 | 14 | 14 | 15 | 15 | 16 | 16 | 17 | 17 | 18 | 18 | 19 | 19 | 20 | 20 | 21 | 21 |
| Épreuve↓ / Session→ | M  | S  | M  | S  | M  | S  | M  | S  | M  | S  | M  | S  | M  | S  | M  | S  | M  | S  | M  | S  |
| ------------------- | -- | -- | -- | -- | -- | -- | -- | -- | -- | -- | -- | -- | -- | -- | -- | -- | -- | -- | -- | -- |
| 100 m H             |    |    |    |    |    | F  |    |    |    |    |    |    |    |    |    |    |    |    |    |    |
| 100 m F             |    |    |    | F  |    |    |    |    |    |    |    |    |    |    |    |    |    |    |    |    |
| 200 m H             |    |    |    |    |    |    |    |    |    |    |    |    |    | F  |    |    |    |    |    |    |
| 200 m F             |    |    |    |    |    |    |    |    |    |    |    | F  |    |    |    |    |    |    |    |    |
| 400 m H             |    |    |    |    |    | F  |    |    |    |    |    |    |    |    |    |    |    |    |    |    |
| 400 m F             |    |    |    |    |    |    |    | F  |    |    |    |    |    |    |    |    |    |    |    |    |
| 800 m H             |    |    |    |    |    |    |    | F  |    |    |    |    |    |    |    |    |    |    |    |    |
| 800 m F             |    |    |    |    |    |    |    |    |    |    |    |    |    |    |    |    |    | F  |    |    |
| 1 500 m H           |    |    |    |    |    |    |    |    |    |    |    |    |    |    |    |    |    | F  |    |    |
| 1 500 m F           |    |    |    |    |    |    |    |    |    | F  |    |    |    |    |    |    |    |    |    |    |
| 5 000 m H           |    |    |    |    |    |    |    |    |    |    |    |    |    |    |    |    |    | F  |    |    |
| 5 000 m F           |    |    |    |    |    |    |    |    |    |    |    |    |    |    |    | F  |    |    |    |    |
| 10 000 m H          |    |    |    | F  |    |    |    |    |    |    |    |    |    |    |    |    |    |    |    |    |
| 10 000 m F          | F  |    |    |    |    |    |    |    |    |    |    |    |    |    |    |    |    |    |    |    |
| Marathon H          |    |    |    |    |    |    |    |    |    |    |    |    |    |    |    |    |    |    | F  |    |
| Marathon F          |    |    |    |    | F  |    |    |    |    |    |    |    |    |    |    |    |    |    |    |    |
| 100 m haies F       |    |    |    |    |    |    |    |    |    |    |    | F  |    |    |    |    |    |    |    |    |
| 110 m haies H       |    |    |    |    |    |    |    |    |    | F  |    |    |    |    |    |    |    |    |    |    |
| 400 m haies H       |    |    |    |    |    |    |    |    |    |    |    |    | F  |    |    |    |    |    |    |    |
| 400 m haies F       |    |    |    |    |    |    |    |    |    |    |    |    |    | F  |    |    |    |    |    |    |
| 3 000 m steeple H   |    |    |    |    |    |    |    |    |    |    | F  |    |    |    |    |    |    |    |    |    |
| 3 000 m steeple F   |    |    |    |    |    |    | F  |    |    |    |    |    |    |    |    |    |    |    |    |    |
| 4 × 100 m H         |    |    |    |    |    |    |    |    |    |    |    |    |    |    |    | F  |    |    |    |    |
| 4 × 100 m F         |    |    |    |    |    |    |    |    |    |    |    |    |    |    |    | F  |    |    |    |    |
| 4 × 400 m H         |    |    |    |    |    |    |    |    |    |    |    |    |    |    |    |    |    | F  |    |    |
| 4 × 400 m F         |    |    |    |    |    |    |    |    |    |    |    |    |    |    |    |    |    | F  |    |    |
| 20 km marche H      | F  |    |    |    |    |    |    |    |    |    |    |    |    |    |    |    |    |    |    |    |
| 20 km marche F      |    |    |    |    |    |    |    |    |    |    |    |    |    |    | F  |    |    |    |    |    |
| 50 km marche H      |    |    |    |    |    |    |    |    |    |    |    |    |    |    | F  |    |    |    |    |    |
| Saut en longueur H  |    |    |    | F  |    |    |    |    |    |    |    |    |    |    |    |    |    |    |    |    |
| Saut en longueur F  |    |    |    |    |    |    |    |    |    |    |    | F  |    |    |    |    |    |    |    |    |
| Triple saut H       |    |    |    |    |    |    |    |    | F  |    |    |    |    |    |    |    |    |    |    |    |
| Triple saut F       |    |    |    |    |    | F  |    |    |    |    |    |    |    |    |    |    |    |    |    |    |
| Saut en hauteur H   |    |    |    |    |    |    |    |    |    | F  |    |    |    |    |    |    |    |    |    |    |
| Saut en hauteur F   |    |    |    |    |    |    |    |    |    |    |    |    |    |    |    |    |    | F  |    |    |
| Saut à la perche H  |    |    |    |    |    |    |    | F  |    |    |    |    |    |    |    |    |    |    |    |    |
| Saut à la perche F  |    |    |    |    |    |    |    |    |    |    |    |    |    |    |    | F  |    |    |    |    |
| Lancer du poids H   |    |    |    |    |    |    |    |    |    |    |    |    |    | F  |    |    |    |    |    |    |
| Lancer du poids F   |    | F  |    |    |    |    |    |    |    |    |    |    |    |    |    |    |    |    |    |    |
| Lancer du disque H  |    |    | F  |    |    |    |    |    |    |    |    |    |    |    |    |    |    |    |    |    |
| Lancer du disque F  |    |    |    |    |    |    |    |    | F  |    |    |    |    |    |    |    |    |    |    |    |
| Lancer du marteau H |    |    |    |    |    |    |    |    |    |    |    |    |    |    |    | F  |    |    |    |    |
| Lancer du marteau F |    |    |    |    |    |    | F  |    |    |    |    |    |    |    |    |    |    |    |    |    |
| Lancer du javelot H |    |    |    |    |    |    |    |    |    |    |    |    |    |    |    |    |    | F  |    |    |
| Lancer du javelot F |    |    |    |    |    |    |    |    |    |    |    |    |    | F  |    |    |    |    |    |    |
| Heptathlon F        |    |    |    | F  |    |    |    |    |    |    |    |    |    |    |    |    |    |    |    |    |
| Décathlon H         |    |    |    |    |    |    |    |    |    |    |    |    |    | F  |    |    |    |    |    |    |

Note : les horaires des différentes épreuves sont disponibles en cliquant sur la date correspondante.

## Participation
La Fédération russe d'athlétisme étant suspendue par l'IAAF pour dopage, seules deux athlètes russes sont initialement autorisées à concourir, Yuliya Stepanova, en tant que lanceuse d'alerte, et Darya Klishina qui réside aux États-Unis. Elles auraient dû considérées comme athlètes neutres indépendantes. FInalement, après recours au Tribunal arbitral du sport, seule Klishina participe en tant que Russe tandis que le CIO refuse la participation de Stepanova.

### Critères de qualification
Le 15 avril 2015, le Conseil de l'IAAF réuni à Pékin a décidé des règles de participation. Elles ont fait l'objet d'amendements le 26 novembre 2015 :
1. chaque fédération peut être représentée par un maximum de trois athlètes ayant atteint les minima, pour chaque épreuve (il n'existe plus des minima A et des minima B comme auparavant) ;
2. les fédérations qui n'ont pas un homme et une femme ou une équipe de relais qualifiés recevront une invitation pour chaque sexe dans une épreuve ;
3. une fois les places attribuées par minima et invitations, les organisateurs conserveront le droit de compléter les participants de chaque épreuve en tenant compte du classement mondial ;
4. les périodes de qualification comprennent les résultats obtenus entre le 1er mai 2015 et le 11 juillet 2016 pour l'ensemble des épreuves sauf pour le 10 000 m, le marathon, la marche et les épreuves combinées pour lesquels les résultats commencent le 1er janvier 2015 ;
5. pour les relais, les équipes qualifiées parmi les 8 premières aux Relais mondiaux 2015 complétées par les 8 autres équipes classées au classement mondial du 1er janvier 2015 au 11 juillet 2016 (en ajoutant les deux meilleures prestations obtenues lors de cette période) ;
6. marathon : seront qualifiés les 20 premiers arrivés aux mondiaux de Pékin et les dix premiers du circuit IAAF de marathon 2015-2016, s'ils ont atteint par ailleurs les minima.

| Discipline        | Hommes         | Femmes         |
| ----------------- | -------------- | -------------- |
| 100 m             | 10 s 16        | 11 s 32        |
| 200 m             | 20 s 50        | 23 s 20        |
| 400 m             | 45 s 40        | 52 s 20        |
| 800 m             | 1 min 46 s 00  | 2 min 1 s 50   |
| 1 500 m           | 3 min 36 s 20  | 4 min 7 s 00   |
| 5 000 m           | 13 min 25 s 00 | 15 min 24 s 00 |
| 10 000 m          | 28 min 0 s 00  | 32 min 15 s 00 |
| Marathon          | 2 h 19 min 0 s | 2 h 45 min 0 s |
| 100 m haies       | -              | 13 s 00        |
| 110 m haies       | 13 s 47        | -              |
| 400 m haies       | 49 s 40        | 56 s 20        |
| 3 000 m steeple   | 8 min 30 s 00  | 9 min 45 s 00  |
| 4 × 100 m         | 8 + 8          | 8 + 8          |
| 4 × 400 m         | 8 + 8          | 8 + 8          |
| 20 km marche      | 1 h 24 min 0 s | 1 h 36 min 0 s |
| 50 km marche      | 4 h 6 min 0 s  | -              |
| Saut en longueur  | 8,15 m         | 6,70 m         |
| Triple saut       | 16,85 m        | 14,15 m        |
| Saut en hauteur   | 2,29 m         | 1,93 m         |
| Saut à la perche  | 5,70 m         | 4,50 m         |
| Lancer du poids   | 20,50 m        | 17,75 m        |
| Lancer du disque  | 65,00 m        | 61,00 m        |
| Lancer du marteau | 77,00 m        | 71,00 m        |
| Lancer du javelot | 83,00 m        | 62,00 m        |
| Décathlon         | 8 100 pts      | -              |
| Heptathlon        | -              | 6 200 pts      |

### Juges et arbitres
- 69 juges internationaux sont choisis par l'IAAF,
- 224 juges nationaux sont choisis par la Confédération brésilienne d'athlétisme.

### Épreuve-test
Les Championnats ibéro-américains d'athlétisme 2016 constituent l'épreuve-test pour la réouverture du stade, agrandi à 60 000 spectateurs.

## Compétition

### Résultats

#### Hommes
| Épreuves | Or | Argent | Bronze |
| 100 m détails | Usain Bolt (JAM) 9 s 81 (SB) | Justin Gatlin (USA) 9 s 89 | Andre De Grasse (CAN) 9 s 91 (PB)                                                                                                |
| 200 m détails | Usain Bolt (JAM) 19 s 78 (SB) | Andre De Grasse (CAN) 20 s 02 | Christophe Lemaitre (FRA) 20 s 12                                                                                                |
| 400 m détails | Wayde van Niekerk (RSA) 43 s 03 (WR)                                                                                                   | Kirani James (GRN) 43 s 76 (SB)                                                                                                   | LaShawn Merritt (USA) 43 s 85 (SB)                                                                                               |
| 800 m détails | David Rudisha (KEN) 1 min 42 s 15 (SB)                                                                                                 | Taoufik Makhloufi (ALG) 1 min 42 s 61 (NR)                                                                                        | Clayton Murphy (USA) 1 min 42 s 93 (PB)                                                                                          |
| 1 500 m détails | Matthew Centrowitz (USA) 3 min 50 s 00                                                                                                 | Taoufik Makhloufi (ALG) 3 min 50 s 11                                                                                             | Nick Willis (NZL) 3 min 50 s 24                                                                                                  |
| 5 000 m détails | Mohamed Farah (GBR) 13 min 3 s 30 | Paul Chelimo (USA) 13 min 3 s 90 (PB)                                                                                             | Hagos Gebrhiwet (ETH) 13 min 4 s 35                                                                                              |
| 10 000 m détails | Mohamed Farah (GBR) 27 min 5 s 17 | Paul Tanui (KEN) 27 min 5 s 64 (SB)                                                                                               | Tamirat Tola (ETH) 27 min 6 s 26                                                                                                 |
| Marathon détails | Eliud Kipchoge (KEN) 2 h 8 min 44 s | Feyisa Lilesa (ETH) 2 h 9 min 54 s                                                                                                | Galen Rupp (USA) 2 h 10 min 5 s (PB)                                                                                             |
| 110 m haies détails | Omar McLeod (JAM) 13 s 05 | Orlando Ortega (ESP) 13 s 17 | Dimitri Bascou (FRA) 13 s 24 |
| 400 m haies détails | Kerron Clement (USA) 47 s 73 (SB) | Boniface Tumuti (KEN) 47 s 78 (NR)                                                                                                | Yasmani Copello (TUR) 47 s 92 (NR)                                                                                               |
| 3 000 m steeple détails | Conseslus Kipruto (KEN) 8 min 3 s 28 (OR)                                                                                              | Evan Jager (USA) 8 min 4 s 28 (SB)                                                                                                | Mahiedine Mekhissi-Benabbad (FRA) 8 min 11 s 52 (SB)                                                                             |
| 4 × 100 m détails | Jamaïque Asafa Powell Yohan Blake Nickel Ashmeade Usain Bolt 37 s 27 (SB) Participation aux séries : Jevaughn Minzie Kemar Bailey-Cole | Japon Ryōta Yamagata Shōta Iizuka Yoshihide Kiryū Asuka Cambridge 37 s 60 (AR)                                                    | Canada Akeem Haynes Aaron Brown Brendon Rodney Andre De Grasse 37 s 64 (NR) Participation aux séries : Mobolade Ajomale          |
| 4 × 400 m détails | États-Unis Arman Hall Tony McQuay Gil Roberts LaShawn Merritt 2 min 57 s 30 (SB) Participation aux séries : Kyle Clemons David Verburg | Jamaïque Peter Matthews Nathon Allen Fitzroy Dunkley Javon Francis 2 min 58 s 16 (SB) Participation aux séries : Rusheen McDonald | Bahamas Alonzo Russell Michael Mathieu Steven Gardiner Chris Brown 2 min 58 s 49 (SB) Participation aux séries : Stephen Newbold |
| 20 km marche détails | Wang Zhen (CHN) 1 h 19 min 14 s | Cai Zelin (CHN) 1 h 19 min 26 s (SB)                                                                                              | Dane Alex Bird-Smith (AUS) 1 h 19 min 37 s (PB)                                                                                  |
| 50 km marche détails | Matej Tóth (SVK) 3 h 40 min 58 s | Jared Tallent (AUS) 3 h 41 min 16 s (SB)                                                                                          | Hirooki Arai (JPN) 3 h 41 min 24 s (SB)                                                                                          |
| Saut en hauteur détails | Derek Drouin (CAN) 2,38 m (SB) | Mutaz Essa Barshim (QAT) 2,36 m                                                                                                   | Bohdan Bondarenko (UKR) 2,33 m                                                                                                   |
| Saut à la perche détails | Thiago Braz da Silva (BRA) 6,03 m (OR, AR)                                                                                             | Renaud Lavillenie (FRA) 5,98 m | Sam Kendricks (USA) 5,85 m |
| Saut en longueur détails | Jeff Henderson (USA) 8,38 m (SB) | Luvo Manyonga (RSA) 8,37 m (PB)                                                                                                   | Greg Rutherford (GBR) 8,29 m |
| Triple saut détails | Christian Taylor (USA) 17,86 m (SB) | Will Claye (USA) 17,76 m (PB) | Dong Bin (CHN) 17,58 m (PB) |
| Lancer du poids détails | Ryan Crouser (USA) 22,52 m (OR) | Joe Kovacs (USA) 21,78 m | Tomas Walsh (NZL) 21,36 m |
| Lancer du disque détails | Christoph Harting (GER) 68,37 m (PB)                                                                                                   | Piotr Małachowski (POL) 67,55 m                                                                                                   | Daniel Jasinski (GER) 67,05 m |
| Lancer du marteau détails | Dilshod Nazarov (TJK) 78,68 m | Ivan Tsikhan (BLR) 77,79 m | Wojciech Nowicki (POL) 77,73 m                                                                                                   |
| Lancer du javelot détails | Thomas Röhler (GER) 90,30 m | Julius Yego (KEN) 88,24 m (SB) | Keshorn Walcott (TRI) 85,38 m |
| Décathlon détails | Ashton Eaton (USA) 8 893 pts (OR) | Kévin Mayer (FRA) 8 834 pts (NR)                                                                                                  | Damian Warner (CAN) 8 666 pts (SB)                                                                                               |
| Records et Performances - AR : Record continental (area record) - CR : Record des championnats (championship record) - MR : Record du meeting (meet record) - NR : Record national (national record) - OR : Record olympique (olympic record) - PR : Record paralympique (paralympic record) - PB : Record personnel (personal best) - SB : Meilleure performance personnelle de la saison (season's best) - WL : Meilleure performance mondiale de l'année (world leader) - WJR : Record du monde junior (world junior record) - WR : Record du monde (world record) Circonstances et Conditions - DNF : N'a pas terminé (did not finish) - DNS : N'a pas pris le départ (did not start) - DQ : Disqualification (disqualification) - NM : Aucun essai valable enregistré (No Mark) - Q : Qualifié « directement » au prochain tour (ou à la prochaine compétition), lors d'une compétition majeure, grâce au classement ou à la réalisation des minima (automatic qualifier) - q : Qualifié au prochain tour (ou à la prochaine compétition), lors d'une compétition majeure, grâce au repêchage ou à la réalisation de l'une des meilleures performances parmi celles des « non qualifiés directement » (grâce au meilleur temps ou à la meilleure distance par exemple) (secondary qualifier) | | | |

#### Femmes
| Épreuves | Or | Argent | Bronze |
| 100 m détails | Elaine Thompson (JAM) 10 s 71 | Tori Bowie (USA) 10 s 83 | Shelly-Ann Fraser-Pryce (JAM) 10 s 86 (SB)                                                                                        |
| 200 m détails | Elaine Thompson (JAM) 21 s 78 (SB) | Dafne Schippers (NED) 21 s 88 (SB) | Tori Bowie (USA) 22 s 15 |
| 400 m détails | Shaunae Miller (BAH) 49 s 44 (PB) | Allyson Felix (USA) 49 s 51 (SB) | Shericka Jackson (JAM) 49 s 85 |
| 800 m détails | Caster Semenya (RSA) 1 min 55 s 28 (NR) | Francine Niyonsaba (BDI) 1 min 56 s 49 | Margaret Wambui (KEN) 1 min 56 s 89 (PB)                                                                                          |
| 1 500 m détails | Faith Kipyegon (KEN) 4 min 8 s 92 | Genzebe Dibaba (ETH) 4 min 10 s 27 | Jennifer Simpson (USA) 4 min 10 s 53                                                                                              |
| 5 000 m détails | Vivian Cheruiyot (KEN) 14 min 26 s 17 (OR) | Hellen Obiri (KEN) 14 min 29 s 77 (PB) | Almaz Ayana (ETH) 14 min 33 s 59                                                                                                  |
| 10 000 m détails | Almaz Ayana (ETH) 29 min 17 s 45 (WR) | Vivian Cheruiyot (KEN) 29 min 32 s 53 (NR) | Tirunesh Dibaba (ETH) 29 min 42 s 56 (PB)                                                                                         |
| Marathon détails | Jemima Sumgong (KEN) 2 h 24 min 4 s | Eunice Kirwa (BRN) 2 h 24 min 13 s | Mare Dibaba (ETH) 2 h 24 min 30 s                                                                                                 |
| 100 m haies détails | Brianna Rollins (USA) 12 s 48 | Nia Ali (USA) 12 s 59 | Kristi Castlin (USA) 12 s 61 |
| 400 m haies détails | Dalilah Muhammad (USA) 53 s 13 | Sara Petersen (DEN) 53 s 55 (NR) | Ashley Spencer (USA) 53 s 72 (PB)                                                                                                 |
| 3 000 m steeple détails | Ruth Jebet (BHR) 8 min 59 s 75 (AR) | Hyvin Jepkemoi (KEN) 9 min 7 s 12 | Emma Coburn (USA) 9 min 7 s 63 (AR)                                                                                               |
| 4 × 100 m détails | États-Unis Tianna Bartoletta Allyson Felix English Gardner Tori Bowie 41 s 01 (SB) Participation aux séries : Morolake Akinosun                              | Jamaïque Christania Williams Elaine Thompson Veronica Campbell-Brown Shelly-Ann Fraser-Pryce 41 s 36 (SB) Participation aux séries : Simone Facey Sashalee Forbes               | Grande-Bretagne Asha Philip Desiree Henry Dina Asher-Smith Daryll Neita 41 s 77 (NR)                                              |
| 4 × 400 m détails | États-Unis Courtney Okolo Natasha Hastings Phyllis Francis Allyson Felix 3 min 19 s 06 (SB) Participation aux séries : Taylor Ellis-Watson Francena McCorory | Jamaïque Stephenie Ann McPherson Anneisha McLaughlin-Whilby Shericka Jackson Novlene Williams-Mills 3 min 20 s 34 (SB) Participation aux séries : Christine Day Chrisann Gordon | Grande-Bretagne Eilidh Doyle Anyika Onuora Emily Diamond Christine Ohuruogu 3 min 25 s 88 Participation aux séries : Kelly Massey |
| 20 km marche détails | Liu Hong (CHN) 1 h 28 min 35 s | María Guadalupe González (MEX) 1 h 28 min 37 s | Lü Xiuzhi (CHN) 1 h 28 min 42 s                                                                                                   |
| Saut en hauteur détails | Ruth Beitia (ESP) 1,97 m | Mirela Demireva (BUL) 1,97 m (=PB) | Blanka Vlašić (CRO) 1,97 m (SB)                                                                                                   |
| Saut à la perche détails | Ekateríni Stefanídi (GRE) 4,85 m | Sandi Morris (USA) 4,85 m | Eliza McCartney (NZL) 4,80 m (NR)                                                                                                 |
| Saut en longueur détails | Tianna Bartoletta (USA) 7,17 m (PB) | Brittney Reese (USA) 7,15 m | Ivana Španović (SRB) 7,08 m (NR)                                                                                                  |
| Triple saut détails | Caterine Ibargüen (COL) 15,17 m (SB) | Yulimar Rojas (VEN) 14,98 m | Olga Rypakova (KAZ) 14,74 m (SB)                                                                                                  |
| Lancer du poids détails | Michelle Carter (USA) 20,63 m (NR) | Valerie Adams (NZL) 20,42 m (SB) | Anita Márton (HUN) 19,87 m (NR)                                                                                                   |
| Lancer du disque détails | Sandra Perković (CRO) 69,21 m | Mélina Robert-Michon (FRA) 66,73 m (NR) | Denia Caballero (CUB) 65,34 m |
| Lancer du marteau détails | Anita Włodarczyk (POL) 82,29 m (WR) | Zhang Wenxiu (CHN) 76,75 m (SB) | Sophie Hitchon (GBR) 74,54 m (NR)                                                                                                 |
| Lancer du javelot détails | Sara Kolak (CRO) 66,18 m (NR) | Sunette Viljoen (RSA) 64,92 m | Barbora Špotáková (CZE) 64,80 m                                                                                                   |
| Heptathlon détails | Nafissatou Thiam (BEL) 6 810 points (NR) | Jessica Ennis-Hill (GBR) 6 775 points (SB) | Brianne Theisen-Eaton (CAN) 6 653 points                                                                                          |
| Records et Performances - AR : Record continental (area record) - CR : Record des championnats (championship record) - MR : Record du meeting (meet record) - NR : Record national (national record) - OR : Record olympique (olympic record) - PR : Record paralympique (paralympic record) - PB : Record personnel (personal best) - SB : Meilleure performance personnelle de la saison (season's best) - WL : Meilleure performance mondiale de l'année (world leader) - WJR : Record du monde junior (world junior record) - WR : Record du monde (world record) Circonstances et Conditions - DNF : N'a pas terminé (did not finish) - DNS : N'a pas pris le départ (did not start) - DQ : Disqualification (disqualification) - NM : Aucun essai valable enregistré (No Mark) - Q : Qualifié « directement » au prochain tour (ou à la prochaine compétition), lors d'une compétition majeure, grâce au classement ou à la réalisation des minima (automatic qualifier) - q : Qualifié au prochain tour (ou à la prochaine compétition), lors d'une compétition majeure, grâce au repêchage ou à la réalisation de l'une des meilleures performances parmi celles des « non qualifiés directement » (grâce au meilleur temps ou à la meilleure distance par exemple) (secondary qualifier) | | | |

### Tableau des médailles
Pays organisateur (Brésil)
| Rang  | Nation             | Or | Argent | Bronze | Total |
| ----- | ------------------ | -- | ------ | ------ | ----- |
| 1     | États-Unis         | 13 | 10     | 9      | 32    |
| 2     | Kenya              | 6  | 6      | 1      | 13    |
| 3     | Jamaïque           | 6  | 3      | 2      | 11    |
| 4     | Chine              | 2  | 2      | 2      | 6     |
| 5     | Afrique du Sud     | 2  | 2      | 0      | 4     |
| 6     | Grande-Bretagne    | 2  | 1      | 4      | 7     |
| 7     | Croatie            | 2  | 0      | 1      | 3     |
| 7     | Allemagne          | 2  | 0      | 1      | 3     |
| 9     | Éthiopie           | 1  | 2      | 5      | 8     |
| 10    | Canada             | 1  | 1      | 4      | 6     |
| 11    | Pologne            | 1  | 1      | 1      | 3     |
| 12    | Bahreïn            | 1  | 1      | 0      | 2     |
| 12    | Espagne            | 1  | 1      | 0      | 2     |
| 14    | Bahamas            | 1  | 0      | 1      | 2     |
| 15    | Belgique           | 1  | 0      | 0      | 1     |
| 15    | Brésil*            | 1  | 0      | 0      | 1     |
| 15    | Colombie           | 1  | 0      | 0      | 1     |
| 15    | Grèce              | 1  | 0      | 0      | 1     |
| 15    | Slovaquie          | 1  | 0      | 0      | 1     |
| 15    | Tadjikistan        | 1  | 0      | 0      | 1     |
| 21    | France             | 0  | 3      | 3      | 6     |
| 22    | Algérie            | 0  | 2      | 0      | 2     |
| 23    | Nouvelle-Zélande   | 0  | 1      | 3      | 4     |
| 24    | Australie          | 0  | 1      | 1      | 2     |
| 24    | Japon              | 0  | 1      | 1      | 2     |
| 26    | Biélorussie        | 0  | 1      | 0      | 1     |
| 26    | Bulgarie           | 0  | 1      | 0      | 1     |
| 26    | Burundi            | 0  | 1      | 0      | 1     |
| 26    | Danemark           | 0  | 1      | 0      | 1     |
| 26    | Grenade            | 0  | 1      | 0      | 1     |
| 26    | Mexique            | 0  | 1      | 0      | 1     |
| 26    | Pays-Bas           | 0  | 1      | 0      | 1     |
| 26    | Qatar              | 0  | 1      | 0      | 1     |
| 26    | Venezuela          | 0  | 1      | 0      | 1     |
| 36    | Cuba               | 0  | 0      | 1      | 1     |
| 36    | République tchèque | 0  | 0      | 1      | 1     |
| 36    | Hongrie            | 0  | 0      | 1      | 1     |
| 36    | Kazakhstan         | 0  | 0      | 1      | 1     |
| 36    | Serbie             | 0  | 0      | 1      | 1     |
| 36    | Trinité-et-Tobago  | 0  | 0      | 1      | 1     |
| 36    | Turquie            | 0  | 0      | 1      | 1     |
| 36    | Ukraine            | 0  | 0      | 1      | 1     |
| Total | Total              | 47 | 47     | 47     | 141   |

## Records

### Records du monde
| Date         | Épreuve                   | Athlète(s)        | Performance    |
| ------------ | ------------------------- | ----------------- | -------------- |
| 12 août 2016 | 10 000 mètres féminin     | Almaz Ayana       | 29 min 17 s 45 |
| 14 août 2016 | 400 mètres masculin       | Wayde van Niekerk | 43 s 03        |
| 15 août 2016 | Lancer du marteau féminin | Anita Włodarczyk  | 82,29 m        |

### Records olympiques
| Date         | Épreuve                   | Athlète(s)           | Performance    | Notes |
| ------------ | ------------------------- | -------------------- | -------------- | ----- |
| 13 août 2016 | Saut à la perche masculin | Renaud Lavillenie    | 5,98 m         |       |
| 13 août 2016 | Saut à la perche masculin | Thiago Braz da Silva | 6,03 m         | AR    |
| 18 août 2016 | Lancer du poids masculin  | Ryan Crouser         | 22,52 m        |       |
| 18 août 2016 | Décathlon                 | Ashton Eaton         | 8 893 pts      |       |
| 19 août 2016 | 5 000 mètres féminin      | Vivian Cheruiyot     | 14 min 26 s 17 |       |